# Шајоереш
Шајоереш (мађ. Sajóörös) је насеље у северној Мађарској, у жупанији Боршод-Абауј-Земплен (Borsod-Abaúj-Zemplén).

## Историја
Шајоереш, Ереш је једино насеље у округу које носи име мађарског племена Ерс (Örs)из времена мађарског освајања панонских простора. Настанак насеља смешта се на крај 10. века, почетак 11. века.
Име насеља се први пут помиње у хроници Шимона Кезаија, а у документима се први пут појављује 1319. године, када је подручје припадало унуцима Ерњеа из породице Акош, од којих га је краљ Роберт Карољ запленио и дао га ердељском војводи (Дебрецени) Доуси, који их је поразио. Након смрти вајде од Дебрецина, постао је краљевски посед.
Године 1332. име места је уврштено у листу папске десетине. Тада се већ помиње црква која носи име Светог Мартина, чији је свештеник плаћао 3+6 гара папске десетине 1334. године.

## Популација
Године 2001. 95% становништва насеља се изјаснило као Мађари, 2% Роми и 3% Пољаци.
Током пописа 2011. године, 82,9% становника се изјаснило као Мађари, 1,1% као Роми, а 0,2% као Пољаци (16,9% се није изјаснило; због двојног идентитета, укупан број може бити већи од 100%). Верска дистрибуција је била следећа: римокатолици 29,8%, реформатори 15,3%, гркокатолици 3,3%, неденоминациони 22,8% (27,7% није одговорило).
Године 2022, 95,3% становништва се изјаснило као Мађари, 0,4% као Цигани, 0,4% као Немци, 0,1% као Украјинци, 0,1% као Грци и 4,1% као друге, недомаћинске националности (4,7% нису декларисати; због двоструких идентитета, укупан број може бити већи од 100%). Према њиховој религији, 21,7% су били римокатолици, 16,6% реформисани, 3,2% гркокатолици, 0,8% остали хришћани, 0,3% лутерани, 21,1% неконфесионални (35,6% није одговорило).